# Don Tilley
T. Don Tilley (* 22. November 1954 in Norman, Oklahoma) ist ein US-amerikanischer Chemiker und Chemieprofessor an der University of California, Berkeley.

## Karriere
Nach Abschluss seines Bachelorstudiums 1977 an der University of Texas promovierte er 1982 an der University of California, Berkeley über Organolanthanidverbingungen in der Gruppe von Professor Richard A. Andersen. Im Anschluss Folgten Postdoc-Aufenthalte in den Arbeitsgruppen von Robert H. Grubbs und John E. Bercaw am California Institute of Technology sowie mit Luigi Venanzi und Piero Pino an der ETH Zürich. Währenddessen beschäftigte er sich ausführlich mit der Chemie des (Pentamethylcyclopentadienyl)rutheniumfragments ([Cp*Ru]). 1983 begann er seine unabhängige Forschungskarriere an der UC San Diego, wo er 1988 zunächst zum assoziierten Professor und 1990 zum Professor befördert wurde. 1994 wechselte er als Professor und Faculty Senior Scientist des Lawrence Berkeley National Laboratory (LBNL) an die University of California, Berkeley, an der er bis heute arbeitet.
Im Laufe seiner gesamten Karriere veröffentlichte er über 430 wissenschaftliche Artikel zu vielfältigen Themen in der organometallischen und anorganischen Chemie sowie in den Materialwissenschaften. Seit 2005 betätigt sich Tilley außerdem als nordamerikanischer Mitherausgeber der Fachzeitschrift Chemical Communications.

## Forschung
Ein Schwerpunkt von Tilleys Forschung ist die Synthese, Struktur von anorganischen und organometallischen Systemen sowie deren Reaktivität. Dabei beschäftigt er sich außerdem mit homogener und heterogener Katalyse, Materialchemie, organischen Halbleitern, supramolekularer Chemie und der Konversion von Solarenergie.

## Auszeichnungen und Ehrungen
- Alfred P. Sloan Fellow (1988)
- Union Carbide Innovation Recognition Award (1991–92)
- Mitglied der Japan Society for the Promotion of Science (1993)
- Humboldt-Forschungspreis (1998)
- Mitglied der American Association for the Advancement of Science (1998)
- ACS Award in Organometallic Chemistry (2002)[11]
- Wacker Silicon Preis (2003)[12]
- Jahrhundertvorlesung und Medaille der Royal Society (2007/2008)[13]
- CS Frederic Stanley Kipping Preis in Siliciumchemie (2008)[14]
- Mitglied der American Academy of Arts and Sciences (2013)[15]
- Edward Mack, Jr. Gedächtnis Preis (2013)
- Preis der American Chemical Society für herausragende Leistungen im Bereich der anorganischen Chemie (2014)[16]
- Mitglied der American Chemical Society (2014)[17]
- Mitglied der National Academy of Sciences (2023)

## Wichtige Veröffentlichungen
- M.C. Lipke, A. Liberman-Martin, T.D. Tilley: Electrophilic Activation of Silicon–Hydrogen Bonds in Catalytic Hydrosilations. In: Ang. Chem. Int. Ed. 56.9 (2017): 2260–2294. doi:10.1002/anie.201605198
- A.I. Nguyen, M.S. Ziegler, P. Oña-Burgos, M. Sturzbecher-Hohne, W. Kim, D.E. Bellone, T.D. Tilley: Mechanistic Investigation of Water Oxidation by a Molecular Cobalt Oxide Analogue: Evidence for a Highly Oxidized Intermediate and Exclusive Terminal Oxo Participation. In: J. Am. Chem. Soc. 137.40 (2015): 12865–12872. doi:10.1021/jacs.5b08396
- V.H. Gessner, J.F. Tannaci, A.D. Miller, T.D. Tilley: Assembly of Macrocycles by Zirconocene-Mediated, Reversible Carbon-Carbon Bond Formation. In: Acc. Chem. Res. 44.6 (2011): 435–446. doi:10.1021/ar100148g
- A.D. Sadow, T.D. Tilley: Homogeneous Catalysis with Methane. A Strategy for the Hydromethylation of Olefins Based on the Nondegenerate Exchange of Alkyl Groups and σ-Bond Metathesis at Scandium. In: J. Am. Chem. Soc. 125.26 (2003): 7971–7977 doi:10.1021/ja021341a
- R. Waterman, P.G. Hayes, T.D. Tilley: Synthetic Development and Chemical Reactivity of Transition-Metal Silylene Complexes. In: Acc. Chem. Res. 40.8 (2007): 712–719. doi:10.1021/ar700028b
- T.D. Tilley: The Coordination Polymerization of Silanes to Polysilanes by a "σ-Bond Metathesis" Mechanism. Implications for Linear Chain Growth. In: Acc. Chem. Res. 26.1 (1993): 22–29. doi:10.1021/ar00025a004
- T.D. Tilley, R.H. Grubbs, J.E. Bercaw: Halide, hydride, and alkyl derivatives of (pentamethylcyclopentadienyl)bis(trimethylphosphine)ruthenium. Organometallics, 3.2 (1984): 274–278. doi:10.1021/om00080a019